# エレクトリック・レディ・スタジオ
エレクトリック・レディ・スタジオ (Electric Lady Studios) は、ニューヨークのグリニッジ・ヴィレッジにある録音スタジオ。このスタジオは、1970年にジミ・ヘンドリックスが建て、設計にはジョン・ストーリックがあたった。生前のヘンドリックスは、このスタジオに10週間しか入らなかったが、以降、数多くの著名なアーティストたちがここを使用してきた。

## 歴史
エレクトリック・レディ・スタジオの所在地には、それ以前から知られた長い歴史がある。地下には、1930年から1967年まで、ヴィレッジ・バーンのナイトクラブがあった。抽象表現主義の画家ハンス・ホフマンは、1938年以降、画業に専念するため1958年に教師としての仕事から引退するまで、ここで絵を教えていた。
1968年、ジミ・ヘンドリックスと彼のマネージャーだったマイケル・ジェフリーは、ヘンドリックスが即興演奏やジャム・セッションのためにしばしば訪れていたナイトクラブ「ザ・ジェネレーション (The Generation in New York's Greenwich Village)」が閉店したのを受けて、これを買い取った。ザ・ジェネレーションは、多様な伝説的ライブが行われた場として知られており、ビッグ・ブラザー&ホールディング・カンパニー、B.B.キング、チャック・ベリー、デイヴ・ヴァン・ロンク、スライ&ザ・ファミリー・ストーン、ジョン・フェイヒイらが演奏していた。当初ヘンドリックスは、買い取ったクラブを改名して、ライブ会場として存続させようと考えていたが、エディ・クレイマーやジム・マロン (Jim Marron) は、長期間にわたった『エレクトリック・レディランド』のセッションに要したスタジオ経費が天文学的な金額に膨れ上がったことや、ヘンドリックスが常々自分に合った録音環境を求めていたことを踏まえ、このクラブを改装してプロフェッショナル向けの録音スタジオにしようとヘンドリックスを説得した。建築家で音響学の専門家でもあったジョン・ストーリックに、構造の詳細の設計が委ねられ、エレクトリック・レディ・スタジオが誕生することとなった。当時このスタジオは、アーティストが所有する唯一のスタジオであった。

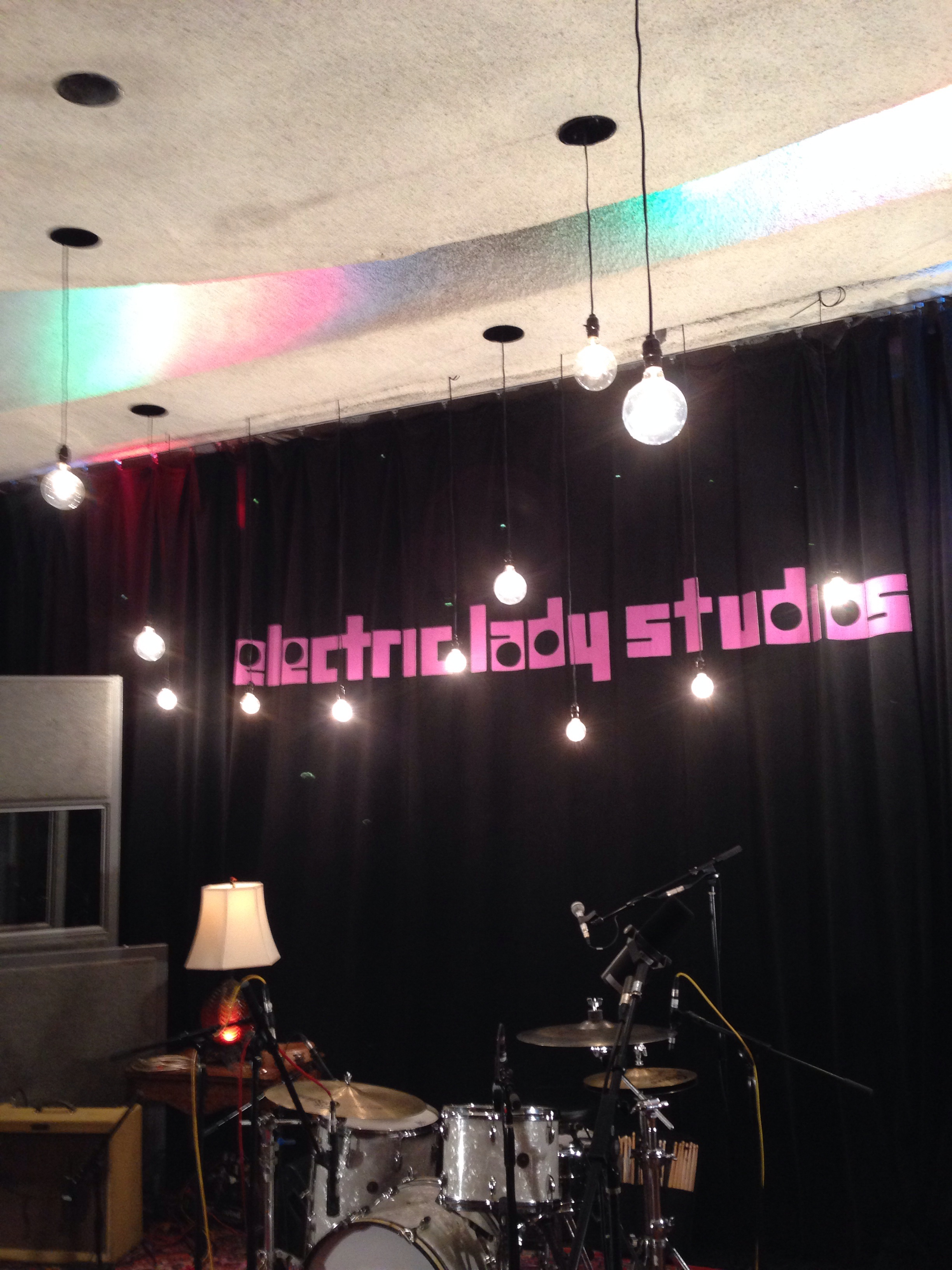
Studio A、2014年撮影。

スタジオの建設は、計画よりも倍近い費用と時間を要した。建築許可は何度も何度も遅れ、解体の途中で大雨が降って敷地は水浸しになり、この建物が地下を流れるミネッタ・クリークの支流のひとつの真上に建てられていたことが明らかになって、排水ポンプが設置され、後にはさらにそれが無音化された。このプロジェクトを賄うために、6桁の金額（数十万ドル）がワーナー・ブラザースから貸し付けられた。
もっぱらヘンドリックスのために造られたこのスタジオには、丸い窓や、多様な色彩の照明を生み出せる機械が置かれた。ヘンドリックスの創造性が発揮されるよう、リラックスした雰囲気が出せるように設計されていたこのスタジオは、同時に、プロフェッショナルな録音環境も提供していた。レコーディング・エンジニアのクレイマーは、この環境を維持するために、セッション中の薬物使用を禁じた。画家ランス・ジョスト (Lance Jost) は、スタジオの一部にサイケデリックな宇宙空間のテーマを描いた。ジミ・ヘンドリックスはマロンを雇って、建設プロジェクトの管理とスタジオの運営に当たらせた。ヘンドリックスがエレクトリック・レディ・スタジオにレコーディングのために入ったのは、わずか10週間だけであり、その大部分は、まだ建設工事の完了前で、工事が進められている途中におこなわれた。開業パーティーは、1970年8月26日に開かれた。翌日、ヘンドリックスは、彼にとって最後のスタジオ録音となった「スロー・ブルース (Slow Blues)」として知られるクールで静謐なインストゥルメンタルの収録をおこなった。その後、彼は第3回ワイト島音楽祭に出演するためエア・インディアの便でロンドンへ向かい、さらにその後3週間足らずで死去した。
その後、ヘンドリックスの遺産管理者は、1977年にエレクトリック・レディ・スタジオを売却した。
1970年代から1990年代にかけて、エレクトリック・レディ・スタジオは、スティーヴィー・ワンダー、デヴィッド・ボウイ、AC/DC、ザ・クラッシュ、ウィーザーといったアーティストたちによって、アルバムのレコーディングに使用された。2000年代初めには、ソウルクエリアンズの本拠地となったが、程なくして経営面での危機を迎え、2004年には再び所有者が代わった。その後、リー・フォスター (Lee Foster) が、使用されることもなく放棄されていた、荒廃したスタジオをほとんど独力で改修し、2006年にはライアン・アダムスが『Easy Tiger』を、2007年にはパティ・スミスが『Twelve』を作成し、再びミュージシャンたちの間で注目されるようになった。
2010年、投資家のキース・ストルツ (Keith Stoltz) が、フォスターがスタジオのマネージャーを務めるという条件で出資して、このスタジオを買収し、彼らが主導する形で、アデル、カニエ・ウェスト、ダフト・パンクらのセッションがおこなわれた。エレクトリック・レディ・スタジオは、施設更新と拡張がおこなわれて、2階に新しいミキシング・スタジオが加えられ、3階は、スタジオCに、プライベート・ラウンジとミックス作業のための設備一式が設えられた、全ての機能を充足したユニットとされた。

## スタジオで録音したアーティストたち
2015年にスタジオが45周年を迎えたとき、『ウォール・ストリート・ジャーナル』に掲載されたリースル・シリンガー (Liesl Schillinger) による記事中に言及されたアーティスト。（言及順）
- ジミ・ヘンドリックス
- パティ・スミス
- ロン・ウッド
- エリック・クラプトン
- スティーヴ・ウィンウッド
- レッド・ツェッペリン
- スティーヴィー・ワンダー
- ルー・リード
- ローリング・ストーンズ
- ブロンディ
- ウィキッド・レスター〜キッス
- ジョン・レノン
- デヴィッド・ボウイ
- ナイル・ロジャース/シック
- AC/DC
- ザ・クラッシュ
- ビリー・アイドル
- カーズ
- ウィーザー
- サンタナ
- ダフト・パンク
- U2
- アデル
- ジェイ・Z
- キース・リチャーズ
- ベック - トム・エルムハースト（英語版）がミックスをここでおこなった
- インターポール
- ジョン・バティステ
- ラナ・デル・レイ
- ロッド・スチュワート
- ダン・オーバック（英語版）/ザ・ブラック・キーズ
- マーク・ロンソン
- ザ・ルーツ
- ディアンジェロ
- エリカ・バドゥ
- デヴェンドラ・バンハート
- ライアン・アダムス
- エルヴィス・コステロ
- M.I.A.
- カニエ・ウェスト
- ハイム
- バーニー・トーピン